# Võ Duy Dương
Võ Duy Dương (chữ Hán: 武維楊; Hán Việt: Vũ Duy Dương; 1827-1866), còn gọi là Thiên Hộ Dương (千戶楊, do giữ chức Thiên hộ), là lãnh tụ cuộc khởi nghĩa chống thực dân Pháp (1862-1866) ở Đồng Tháp Mười, Việt Nam.

## Tiểu sử

### Nơi quê nhà
Võ Duy Dương sinh năm 1827, tại thôn Cù Lâm Nam nay là thôn Nam Tượng I, xã Nhơn Tân, huyện An Nhơn
Ông là con thứ ba trong gia đình, và thuở nhỏ ông Dương là người sáng trí, khỏe mạnh, giỏi võ nghệ. Khi cha qua đời, gia đình sa sút, ông Dương phải đi chăn trâu để sinh sống. May nhờ vị quan sở tại cảm thông hoàn cảnh nghèo khó và mến tài nên nhận làm con nuôi.

### Vào Nam kháng Pháp
Năm 1853, theo đề nghị của các quan, trong đó Nguyễn Tri Phương, vua Tự Đức ban hành chính sách đồn điền. Năm 1857, hưởng ứng chính sách vừa kể, Võ Duy Dương vượt biển vào Nam Kỳ tìm đến đất Ba Giồng, ven Đồng Tháp Mười (nay thuộc địa bàn các huyện Châu Thành, Cai Lậy, Cái Bè, thuộc tỉnh Tiền Giang), để chiêu dân lập ấp và trở thành một hào phú ở địa phương.
Tháng 2 năm 1859, Pháp đánh chiếm Gia Định rồi đánh chiếm thành Mỹ Tho (tháng 4 năm 1861), Võ Duy Dương kéo lực lượng về Gia Định đánh trả. Vì vậy, ông được phong chức Chánh quản đạo. Thành Gia Định vỡ, ông vượt biển về Kinh đô Huế, bái yết vua Tự Đức hiến kế đánh đuổi Pháp. Sau đó, ông được điều về Quảng Nam dẹp cuộc nổi dậy của người Thạch Bích (mọi Vách Đá) và được phong hàm Chánh bát phẩm Thiên hộ vào năm 1860.
Tháng 5 năm 1861, ông được sung vào phái bộ của Khâm phái quân vụ Đỗ Thúc Tĩnh vào Nam Kỳ với nhiệm vụ chiêu mộ nghĩa dõng chống ngoại xâm. Trong một thời gian ngắn, ông đã chiêu mộ được gần một ngàn người.
Ông đóng quân ở Bình Cách, liên kết với Trương Định ở Gò Công, Trần Xuân Hòa (Phủ Cậu) ở Thuộc Nhiêu và Đỗ Thúc Tĩnh ở Mỹ Quý.
Tự giác giương cao khẩu hiệu "Cần Vương" chống Pháp, nghĩa quân lấy Đồng Tháp Mười là vùng rừng đầm lầy, hiểm trở vào bậc nhất ở Nam Bộ thời bấy giờ làm căn cứ. Từ đây, nghĩa quân dùng chiến thuật du kích đánh Pháp trên cả một vùng rộng lớn từ Hà Tiên, Rạch Giá đến Đồng Tháp, gây cho đối phương nhiều tổn thất.
Giữa lúc lực lượng nghĩa quân đang quyết chiến, thì triều đình Huế ký Hòa ước Nhâm Tuất (1862). Ngay sau đấy, triều đình Huế buộc các tổ chức nghĩa quân phải hạ khí giới. Không tuân lệnh, ông bị triều đình tước binh quyền và sai người lùng bắt (Phan Thanh Giản nhận lệnh triều đình, sai quản cơ Trần Văn Thành truy đuổi).
Sau, Thủ Khoa Huân, Trương Định lần lượt hy sinh. Tuy nhiên, Võ Duy Dương cùng với các nghĩa sĩ khác như Nguyễn Tấn Kiều (tức Đốc Binh Kiều),Nguyễn Văn Cẩn(tức Lãnh binh Cẩn), Trần Kỳ Phong, Thống Bình, Lãnh Binh Dương, Thương Chấn, Thống Đa, Quản Văn, Quản Là,...vẫn không hề nản chí.
Ngày 14 tháng 4 năm 1866, Pháp huy động một lực lượng gồm ngót ngàn quân thủy bộ cùng nhiều tàu chiến, đại bác chia làm ba mũi đồng loạt tiến công từ ba hướng Cần Lố, Cái Nứa và Bắc Chiêng, quyết đánh chiếm sở chỉ huy của nghĩa quân. Nhiều trận đụng độ ác liệt đã xảy ra, làm đối phương bị tiêu hao không ít, nhưng trước sức công phá của vũ khí mạnh, nghĩa quân phải rút đi, sau khi Đồn Trung bị đánh hạ . Theo Hồ sơ cá nhân của Trần Bá Lộc mang số SL. 311 trong Văn khố Quốc gia, thì ông Lộc có tham gia trận này, và sau đó được thực dân Pháp tặng thưởng Danh dự Bội tinh bạc cũng vào tháng 4 năm đó .
Sau khi rút khỏi Đồng Tháp Mười, Võ Duy Dương đem quân phối hợp với con của Trương Định là Trương Quyền và thủ lĩnh người Khmer là Acha Xoa, tiếp tục đánh Pháp nhiều trận trước khi suy yếu dần.

### Mất trên đường đi raHuế
Tháng 10 năm 1866, Võ Duy Dương dùng thuyền theo đường biển ra Bình Thuận để cầu viện sự giúp đỡ của triều đình và liên lạc với nghĩa sĩ miền Trung nhằm gây dựng lại lực lượng.
Dựa vào những phân tích của Gustave Janneau về hai bản tấu kín của ông Dương dâng vua Tự Đức  thì rất có thể triều đình cho vời ông ra Huế để trình bày kỹ càng hơn việc: "đề nghị nhà vua cho phép dùng mưu kế thu hồi lại ba tỉnh miền Đông Nam Kỳ", "nếu nhà vua cho lệnh, ông có thể tiêu diệt hết binh lính Pháp ở nơi kênh rạch nhỏ hẹp, nơi mà các đại bác mất tác dụng"...
Cũng không loại trừ khả năng triều đình đang tìm cách bó tay Võ Duy Dương, để làm vừa lòng Pháp, không cho họ lấy cớ vì ông "phá quấy" mà lấn chiếm đất thêm, vì bấy giờ chủ súy Pháp vẫn cho là các quan lại ở ba tỉnh miền Tây vẫn chứa giấu Thiên Hộ Dương 
Nhưng không may, khi đến cửa biển Cần Giờ, ông và các thuộc hạ đều bị cướp biển sát hại, nên câu hỏi vì sao ông ra Huế vẫn chưa có lời đáp.

## Giải thích thêm nguyên nhân mất
Tuy vẫn còn vài ý kiến khác, nhưng theo những nỗ lực tìm kiếm xác minh gần đây, nhiều nhà nghiên cứu sử đã đồng thuận rằng Võ Duy Dương đã bị cướp biển giết ở mũi Thị Khiết (Thần Mẫu) thuộc vùng biển Cần Giờ, khoảng tháng 10 năm 1866, lúc ông mới 39 tuổi.
Bởi căn cứ vào các nguồn:
- Trong báo cáo của Nguyễn Đức Hạnh gửi cho Chánh sở mật thám Pháp:

Người này tên là Dương đã bỏ trốn sau khi Tháp Mười bị chiếm. Ông ta lên chiếc ghe bầu để đi Bình Thuận. Trước khi đến xứ này, ông đã bị tên Lý Sen, cầm đầu một đám cướp biển tấn công. Lý Sen đi trên một chiếc thuyền mành mà người ta gọi là "Thiền du", đã cho liệng xuống biển tất cả những người An Nam đi trên chiếc ghe cửa này. Lý Sen lục lọi trong một chiếc rương lớn lấy tất cả áo quần, các cấp bằng và mũ miện của Thiên Hộ Nguyên soái tên Võ Duy Dương.
Nguyễn Đức Hạnh còn cho biết thêm sau đó tên Sen bị bắt vì Hai Sĩ tố cáo y đã cướp bóc nhiều ghe biển, và tên Sen đã cắn lưỡi chết trong ngục.
- Tác giả Schreiner trong quyển Đại Nam Quốc sử[5] cũng đã tái xác nhận nguồn tin này:

Người ta nghe tin ông Võ Duy Dương mới chết chìm tại phía mũi Đinh (Padaran), là nơi ông đánh với ba chiếc ghe tàu ô của đảng ăn cướp, quân ấy hạ hết người trên hai ghe.
- Trong dân gian ở xã Mỹ Thọ (Cao Lãnh, Đồng Tháp) còn lưu truyền nguồn tin là sau khi thất thủ ở Đồng Tháp Mười, Võ Duy Dương rút qua An Giang, Rạch Giá và bị cướp biển chặn đánh và chết ở cửa biển Rạch Giá (địa điểm chết khác với 2 tài liệu trên).

Ngoài ra, còn có hai tư liệu sau, cũng cho rằng ông Dương mất ngoài biển cả, nhưng nguyên do là vì bão tố làm cho đắm thuyền:
- Trong Đại Nam thực lục chính biên quyển XXXV [6]:

Thiên hộ Vũ Duy Dương ủy người về Kinh dâng sớ kín. Vua sai Vũ Trọng Bình hỏi kín, cốt phải hỏi đến chỗ cùng bàn cho ổn thỏa. Rồi được quan tỉnh Thuận - Khánh bảo rằng Duy Dương đi thuyền về tỉnh Bình Thuận đầu thú gặp gió bị đắm ở phận biển Thần Mẫu, sai tìm xác, chi đồ vật đem chôn, cấp cho mẹ hắn mỗi tháng 5 quan tiền, 1 phương gạo.
- Trong Nam Kỳ Phong tục nhân vật diễn ca[7] của Nguyễn Liên Phong:

Thoát thân về với ghe bầu,
Khỏi nơi Cần Hải tiền xu đoán thoàn.
Giấc nồng đêm dậy nhảy khan,
Hồn chôn bụng cá ưng oan chẳng cần.

## Giai thoại
Ở làng Bình Cách, nay là xã Tân Bình Thạnh (Chợ Gạo, Tiền Giang) đến nay còn lưu truyền câu chuyện Ông Năm Linh và bà Bảy Vàng như sau:
Ông Năm Linh (từ tên gọi Ngũ Linh Dương mà ra), người miền Trung, võ nghệ cao cường, tánh tình cương trực hay làm việc nghĩa, giao du rộng...
Ông vào Nam lập nghiệp. Lúc Tây xâm lược Nam Kỳ, ông đứng ra chiêu mộ nghĩa dõng, quyên góp lúa gạo mua súng đạn đánh Tây, được nhiều người hưởng ứng.
Bá hộ Học (Trần Văn Học) là điền chủ giàu có nhất nhì trong vùng, chẳng những ủng hộ lúa gạo mà có bán ruộng lấy tiền bạc, mua súng ủng hộ nghĩa quân. Để khích lệ người anh hùng có chí lớn, bá hộ Học đem "đưa" cô con gái duy nhất là Bảy Vàng cho ông Năm Linh.
Từ khi về với ông Năm, dù là "gái đưa" chứ không phải vợ chính thức cưới hỏi, nhưng bà Bảy Vàng chẳng những một lòng chung thủy thờ chồng mà còn giúp chồng nhiều việc trong công cuộc quốc sự.
Khi ông Năm Linh cùng nghĩa quân rút vào Đồng Tháp Mười, bà cũng theo chồng để lo việc tiếp tế lương thực nuôi quân. Đến khi đại đồn Tháp Mười thất thủ, ông Năm Linh theo ghe bầu về Huế cầu viện, bà Bảy Vàng ở lại nuôi con chờ chồng. Khi nghe tin ông bị chết ngoài biển, bà buồn rầu mà mất.

## Tưởng nhớ

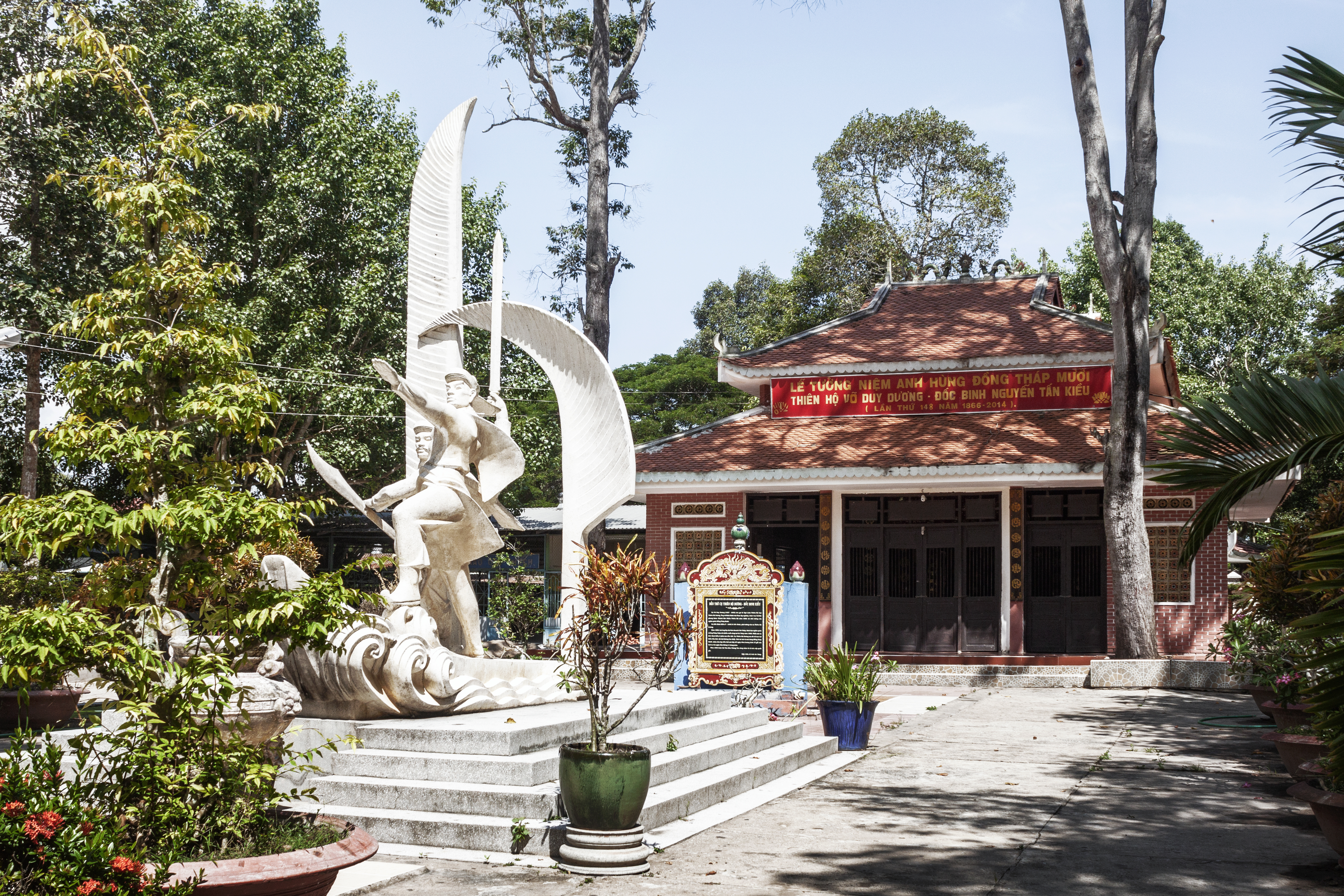
Đền thờ Võ Duy Dương và Đốc Binh Kiều ở Gò Tháp, xã Mỹ Hòa, huyện Tháp Mười

Để tưởng nhớ Võ Duy Dương, tại Gò Tháp (xã Mỹ Hòa, huyện Tháp Mười, tỉnh Đồng Tháp), người dân đã lập đền thờ ông và đã được công nhận di tích lịch sử cấp quốc gia. Tại nơi ông sinh ra (xã Nhơn Tân, huyện An Nhơn), năm 1997, dòng họ đã góp tiền xây dựng đền thờ và hàng năm tổ chức tế lễ. Gần đây, sáng ngày 15 tháng 12 năm 2007 Hội Khoa học Lịch sử Việt Nam trao tặng cho đền thờ Võ Duy Dương tại xã Nhơn Tân, thị xã An Nhơn một tượng đồng phác họa chân dung ông, trong chương trình "Mỗi người một giọt đồng đúc tượng danh nhân". Tại thành phố Đồng Hới, Quảng Bình có con đường mang tên Võ Duy Dương ở phường Nam Lý (từ đường Phong Nha tới đường Đặng Văn Ngữ)
Tại đền thờ ông và Đốc Binh Kiều ở Gò Tháp có câu đối:
Sử sách sáng chói danh Thiên Hộ,
Bia miệng lưu truyền tiếng Đốc binh.
Ở đây cũng còn lưu truyền câu ca dao:
Chiều chiều mây giục gió vần
Cảm thương Thiên Hộ xả thân cứu đời!
Ngày 14 tháng 11 âm lịch hằng năm, là ngày giỗ chung hai ông.